# Rue de la Marne (Bruxelles, Evere)
 (août 2025).
Motif : Rue sans notoriété évidente. Sources secondaires semblent absentes.
- Archive Wikiwix
- Bing
- Cairn
- DuckDuckGo
- E. Universalis
- Gallica
- Google
- G. Books
- G. News
- G. Scholar
- Persée
- Qwant
- (zh) Baidu
- (ru) Yandex
- (wd) trouver des œuvres sur Wikidata

| 1. | Préciser le motif de la pose du bandeau. | Précisez le motif de la pose du bandeau en utilisant la syntaxe suivante : {{admissibilité à vérifier\|date=août 2025\|motif=remplacez ce texte par le motif}}                                          |
| 2. | Informer les utilisateurs concernés.     | Pensez à avertir le créateur de l'article, par exemple, en insérant le code ci-dessous sur sa page de discussion : {{subst:avertissement admissibilité à vérifier\|Rue de la Marne (Bruxelles, Evere)}} |

Pour les articles homonymes, voir Rue de la Marne.
La rue de la Marne (en néerlandais : Marnestraat), est une rue bruxelloise de la commune d'Evere. 

## Situation et accès
La rue de la Marne va de la rue Henri Van Hamme à la rue de Paris en longeant le parc du Doolegt.

## Origine du nom
Le nom de la rue fait référence à la bataille de la Marne qui eut lieu en septembre 1914.

## Historique
Cette voie s'est appelée anciennement vieille Route de Cologne.
La commune bruxelloise de Schaerbeek possède également une rue de la Marne.